# Thorshühnchen

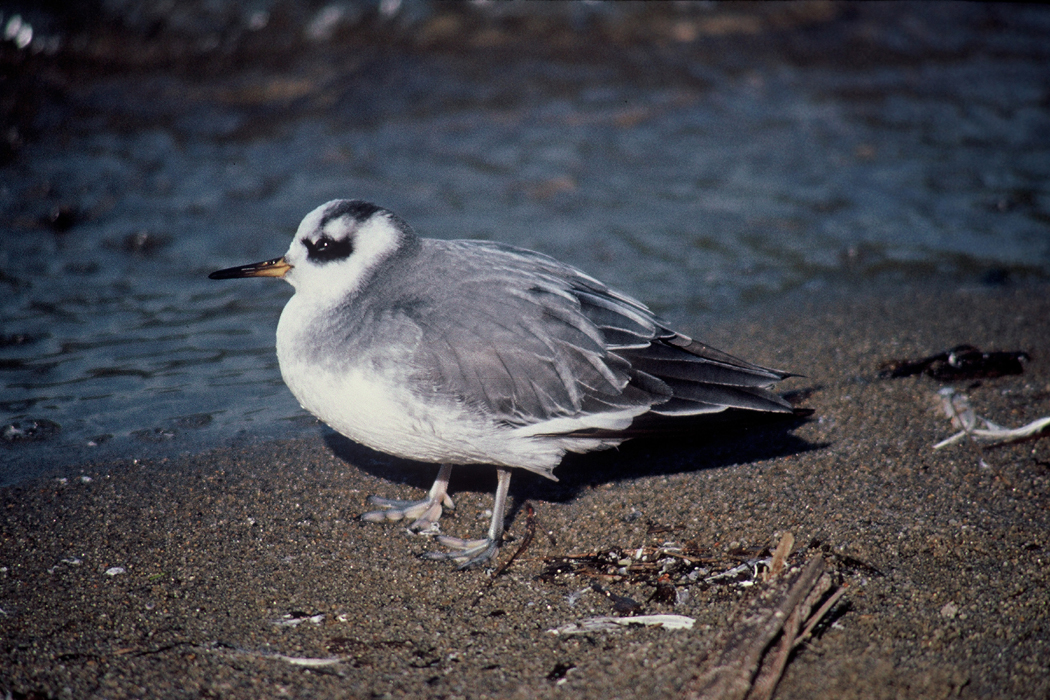
Thorshühnchen im Winterkleid

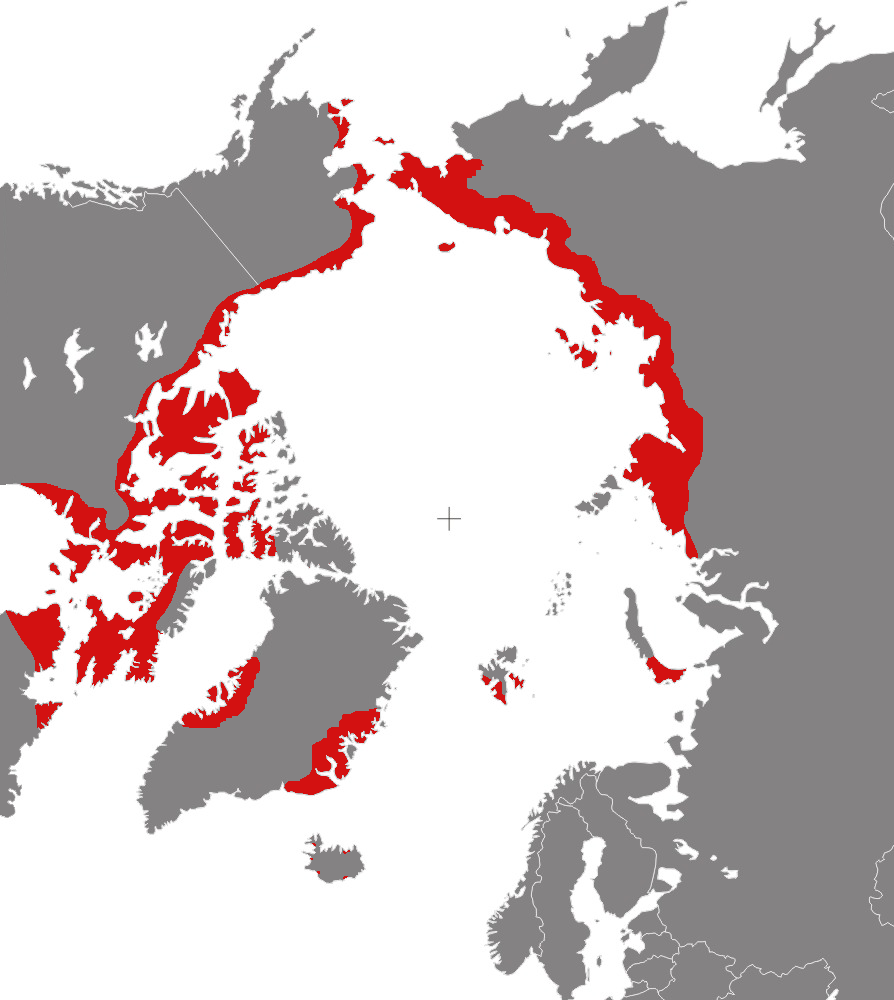
Brutgebiete des Thorshühnchen

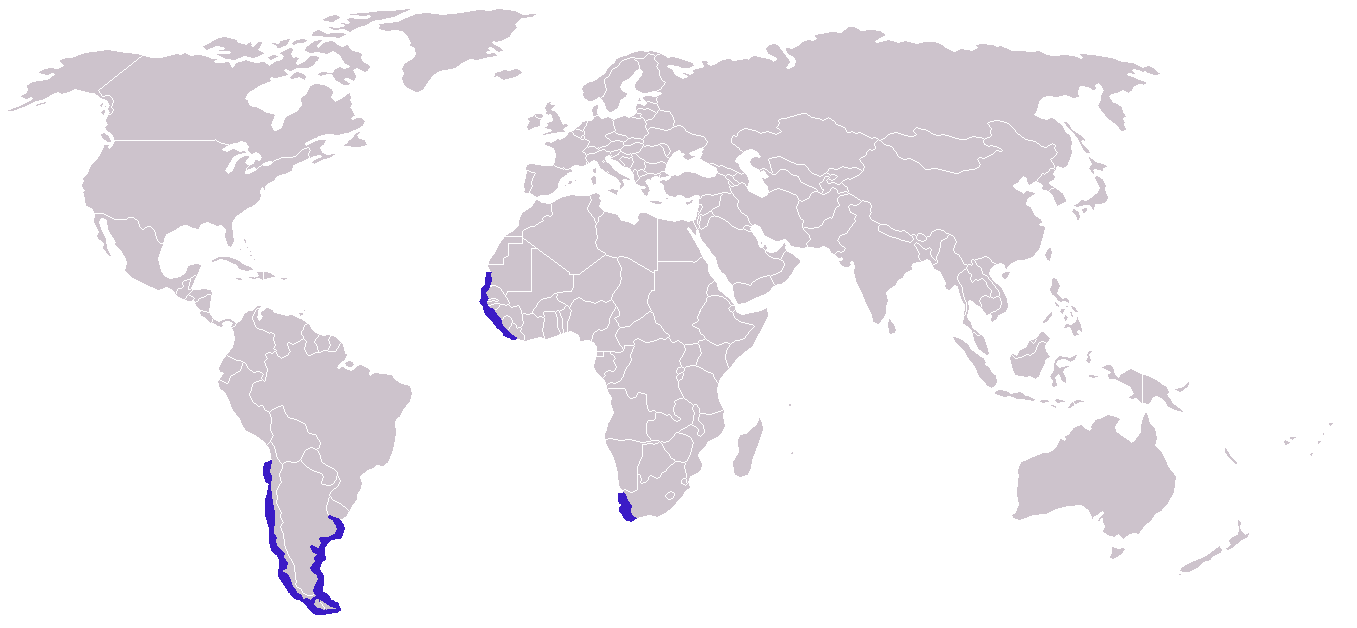
Überwinterungsgebiete des Thorshühnchen

Das Thorshühnchen (Phalaropus fulicarius) ist eine Art aus der Gattung der Wassertreter. Es zählt zu den arktischen Schnepfenvögeln und kann gelegentlich während seiner Zugzeit an der deutschen Nordseeküste beobachtet werden. Während dieser Zeit trägt es jedoch sein Schlicht- oder Ruhekleid, in dem es dem Odinshühnchen sehr ähnelt, das sich sehr viel häufiger als das Thorshühnchen einzeln oder in kleinen Trupps dort einfindet.
Der deutsche Trivialname leitet sich vom nordischen Gott Thor ab.

## Erscheinungsbild

### Brutkleid
Das Thorshühnchen zeichnet sich durch ein unverwechselbares Brutkleid aus. Die Grundfarbe des Gefieders ist rot, wobei beim Weibchen das Gefieder von einer leuchtenderen Farbe als das des Männchens ist. Die Kopfseiten sind weiß. Das Weibchen trägt eine schwarzbraune, das Männchen eine hellbraune Kopfkappe. Der Schnabel ist gelb mit schwarzer Spitze, wobei die Gelb-Anteile beim Weibchen größer sind. Im Brutkleid ist damit das Thorshühnchen eindeutig vom Odinshühnchen zu unterscheiden, das nach heute allgemein üblichem Verständnis die zweite Art in der Gattung der Wassertreter ist. Der früher gleichfalls dieser Gattung zugerechnete Wilson-Wassertreter wird heute meist als einzige Art in die Gattung Steganopus gestellt.

### Ruhekleid
Nach der Mauser in der Zeit von August bis Dezember wechselt das Thorshühnchen in das Ruhekleid, in dem die Geschlechter nicht mehr auseinanderzuhalten sind. Auch die Unterschiede zum Odinshühnchen sind nun weniger offensichtlich. Im Ruhekleid ist der Unterkörper weiß gefärbt; weiß sind auch die Kopfseiten und das Weiß reicht auf dem Oberkopf meist über die Mitte des Scheitels nach hinten. Der Rücken ist hellgrau. Er ähnelt nun einem Sanderling, ist von diesem aber noch durch den schwarzen Kopffleck hinter dem Auge sowie die Schwimmfähigkeit unterschieden.

## Verbreitung
Von den zwei Arten der Gattung der Wassertreter hat das Thorshühnchen das deutlich nördlicher gelegene Brutgebiet. Es liegt an den Nordrändern Kanadas, Alaskas und Sibiriens sowie auf Grönland, Island und Spitzbergen. Das Thorshühnchen ist ein Langstreckenzieher. Seine Winterquartiere befinden sich in den planktonreichen Meeren vor den Küsten Südamerikas, Westafrikas und Südafrikas.

## Lebensweise
Das Thorshühnchen zeichnet sich durch eine für Vögel ungewöhnliche Lebensweise aus. Das Weibchen sucht sich aktiv den Partner aus und wirbt in einem auffälligen Balzflug um ihn. Die Männchen führen außerdem die Jungvögel. Diese Verhaltensweise ist auch für das Odinshühnchen typisch. Die Fortpflanzung ist ausführlich in dem Hauptartikel Wassertreter (Vögel) beschrieben.
Die Nahrung besteht aus Kleintieren, jedoch bei Nahrungsmangel auch aus Vegetabilien.

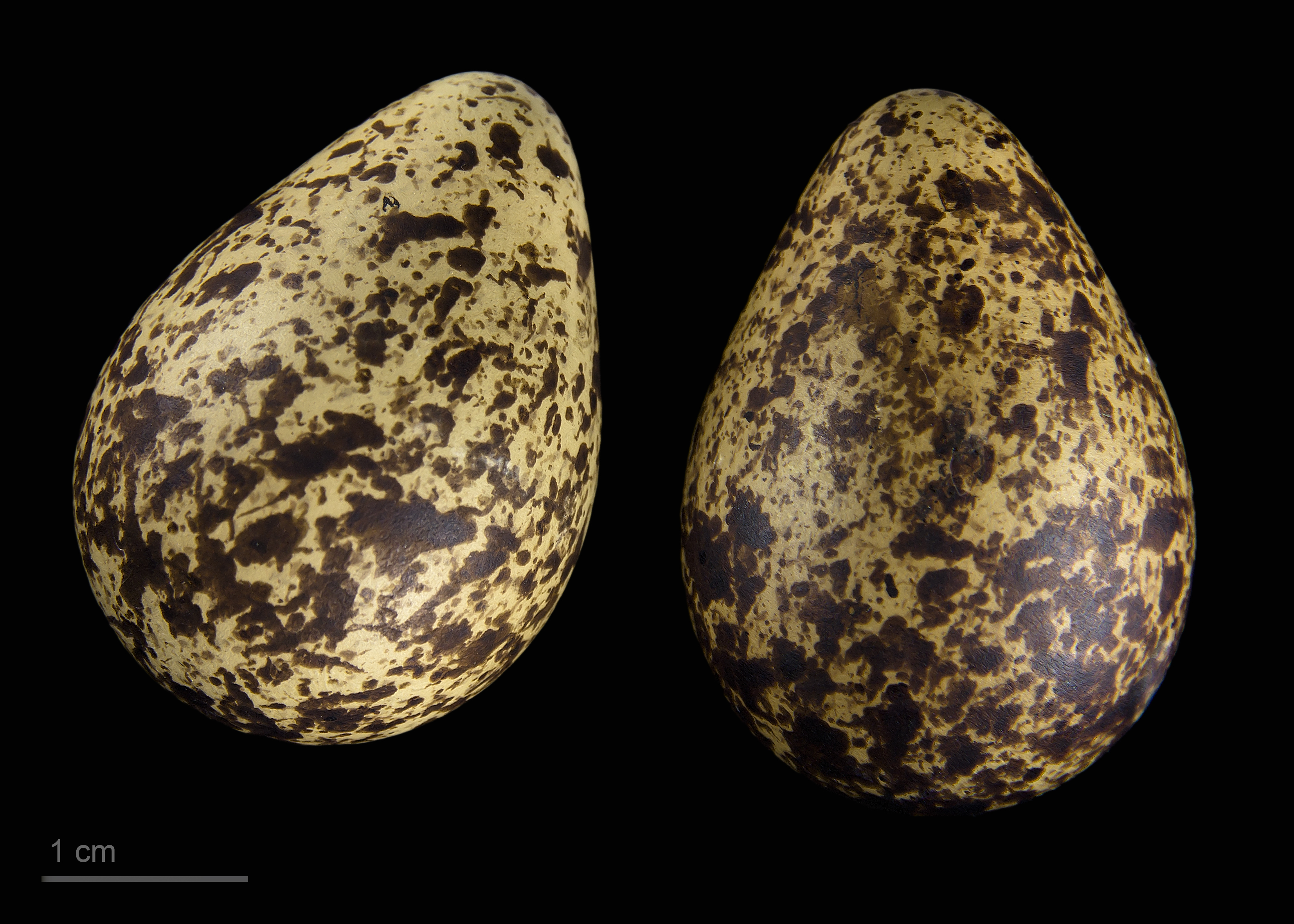
Eier des Thorshühnchens

## Bestand
Der Gesamtbestand wird zu Beginn des 21. Jahrhunderts auf etwa 920.000 Individuen geschätzt. Der europäische Bestand ist nicht sehr hoch: Auf Grönland brüten 150 bis 500 Thorshühnchen, auf Island vierzig bis fünfzig und auf Spitzbergen zwischen 200 und 1.000 Brutpaare.
Das Thorshühnchen gilt als eine der Arten, die vom Klimawandel besonders betroffen sein werden. Ein Forschungsteam, das im Auftrag der britischen Umweltbehörde und der Royal Society for the Protection of Birds die zukünftige Verbreitungsentwicklung von europäischen Brutvögeln auf Basis von Klimamodellen untersuchte, geht davon aus, dass bis zum Ende des 21. Jahrhunderts das Verbreitungsgebiet des Thorshühnchen erheblich schrumpfen und sich nach Osten verschieben wird. Der größte Teil der heutigen Brutareale auf Svalbard wird dann nicht länger geeignet sein.

## Belege

### Einzelbelege
1. ↑  Bauer et al., S. 492.
2. ↑  Bauer et al., S. 491.
3. ↑  Brian Huntley, Rhys E. Green, Yvonne C. Collingham, Stephen G. Willis: A Climatic Atlas of European Breeding Birds. Durham University, The RSPB and Lynx Editions, Barcelona 2007, ISBN 978-84-96553-14-9, S. 205.